# Giocatore professionista di poker
Il giocatore professionista di poker (spesso abbreviato in PPP, ossia professional poker player) è colui che si dedica professionalmente al gioco del poker. 
Generalmente sponsorizzato da case da gioco o siti internet dedicati al poker, il giocatore di poker professionista segue i principali circuiti nazionali ed internazionali. I circuiti più rilevanti a livello internazionale sono il World Poker Tour (WPT) e l'European Poker Tour (EPT). Nella regione asiatica si disputa l'Asia Pacific Poker Tour; dal 2008 in America Latina si disputa il Latin American Poker Tour.
Cadenza annuale hanno le World Series of Poker: la serie di tornei di poker sportivo (con tutte le sue varianti) più prestigiosa per un giocatore di poker.  
I più grandi giocatori professionisti di poker aspirano a far parte della Poker Hall of Fame, cioè il riconoscimento più importante al mondo per un giocatore di poker.